# بين دايموند
بين دايموند (بالإنجليزية: Ben Diamond) هو محامي وسياسي أمريكي، ولد في 9 أكتوبر 1978 في كليرواتر في الولايات المتحدة. نشط حزبياً في الحزب الديمقراطي. وقد انتخب عضو مجلس نواب فلوريدا.